# 第122独立領土防衛旅団 (ウクライナ領土防衛隊)
第122独立領土防衛旅団（だい122どくりつりょうどぼうえいりょだん、ウクライナ語: 122-га окрема бригада територіальної оборони）は、ウクライナ領土防衛隊の旅団。南部作戦管区隷下。

## 概要

### ドンバス戦争

オデッサ州旗

2018年6月30日、ドンバス戦争の影響に伴い、ウクライナ領土防衛隊の動員が開始され、オデッサ州で創設された。

### ロシアのウクライナ侵攻

第122旅団旗

2022年2月24日、ロシアのウクライナ侵攻で沿ドニエストル共和国と接する南部オデッサ州に配備され、オデッサを防御した。第182独立領土防衛大隊にプロボクサーのワシル・ロマチェンコが入隊した。

#### 東部・バフムート戦線
2023年3月、激戦地の東部ドネツィク州バフムート地区に再配置され、バフムート市内を防御した。

#### 南部・ドニエプル川戦線
2023年8月、南部ヘルソン州に再配置され、ドニエプル川西岸に展開した。

## 編制
- 旅団司令部（オデッサ）
- 第180独立領土防衛大隊（ポディルスキー）
- 第181独立領土防衛大隊（ロズディルナ）
- 第182独立領土防衛大隊（ビルホロド＝ドニストロフスキー）
- 第183独立領土防衛大隊（チョルノモルシク）
- 第184独立領土防衛大隊（ボルフラード）
- 第185独立領土防衛大隊（ピウデンネ）

- 火力支援中隊
- 迫撃砲中隊
- 対破壊工作中隊
- 戦闘・後方支援隊
- 衛生隊

## 出身者
- ワシル・ロマチェンコ